# 2129 Cosicosi
2129 Cosicosi eller 1973 SJ är en asteroid i huvudbältet som upptäcktes den 27 september 1973 av den Schweiziska astronomen Paul Wild vid Observatorium Zimmerwald. Den har fått sitt namn efter det italienska ordet för likgiltighet.
Asteroiden har en diameter på ungefär 3 kilometer och den tillhör asteroidgruppen Flora.